# Операция «Весенний щит»
Операция «Весенний щит» (тур. Bahar Kalkanı Harekâtı) — вооружённое противостояние между турецкой армией и сирийскими правительственными силами в конце февраля — начале марта 2020 года на территории сирийской провинции Идлиб.

## Предыстория
В конце ноября 2019 года сирийская армия возобновила наступление против исламистского альянса «Хайят Тахрир аш-Шам» (далее ХТШ) на юго-востоке зоны деэскалации Идлиб. К концу декабря сирийская армия взяла под полный контроль стратегически важный город Джарджаназ. В январе 2020 года командование ВС Сирии поставило перед войсками задачу освободить от отрядов ХТШ и протурецкого «Национального фронта освобождения» (НФО) юго-западные окрестности Алеппо, что должно было позволить вернуть под полный правительственный контроль стратегическую трассу М5, связывающую Дамаск с промышленными районами на севере Сирии и экономической столицей Сирии — городом Алеппо. Поддержку наступлению оказывали ВКС России. 28 января сирийская армия установила контроль над стратегическим городом Мааррат-эн-Нууман. В ходе наступления сирийские войска блокировали несколько турецких наблюдательных пунктов на востоке и юго-востоке идлибской зоны деэскалации.
Быстрое продвижение сирийской армии в южных районах провинции Идлиб вызвало недовольство Турции, которая оказывает поддержку боевикам, противостоящим правительственным войскам. Турция направила на сирийскую территорию военную технику, декларируя необходимость защиты своих наблюдательных пунктов, и в ультимативной форме потребовала от сирийского правительства отвести войска за пределы зоны деэскалации.
Военная обстановка в провинции Идлиб в ходе наступления сирийских правительственных сил в зоне деэскалации Идлиб резко ухудшилась 27 февраля, когда отряды ХТШ атаковали Сирийскую арабскую армию (далее САА). САА нанесла по ним удар, в результате которого, как утверждают в Анкаре, погибли 33 турецких военнослужащих. Министерство обороны Российской Федерации заявило, что погибшие находились в боевых порядках террористов.

## Ход событий
27 февраля Турция развернула новую операцию в Сирии под названием «Весенний щит», в рамках которой начала наносить удары по объектам и живой силе сирийской армии.
1 марта министр национальной обороны Турции Хулуси Акар сообщил, что в сирийском Идлибе с 27 февраля проводится операция под названием «Весенний щит». Акар заявил, что целью операции «не является противостояние с Россией». Задачей операции было объявлено предотвращение преступлений, совершаемых «режимом Башара Асада», устранение радикальных элементов и предотвращение миграции.
Активная фаза вмешательства ВС Турции продолжалась 2 дня. С помощью средств РЭБ, пеленгующих средства связи сирийских военнослужащих, и использованию разведывательных БПЛА ANKA-S, турецкие военные выявляли места расположения сирийской военной техники, по которой затем наносили точечные удары БПЛА Bayraktar TB2, уничтожив около 200 целей, в том числе 23 танка и 23 артиллерийские системы, 5 боевых вертолётов, несколько ЗРК «Панцирь С1». В результате авиаударов погибли два сирийских генерала. Успех Турции был достигнут благодаря эффекту неожиданности, активному использованию средств РЭБ, действующих с территории Турции и подавляющих сирийские ПВО. По некоторым данным, турецкие F-16, также действуя из воздушного пространства Турции, сбили 2 сирийских бомбардировщика Су-24. Вскоре Сирия задействовала дополнительные силы ПВО, включая установки ЗРК «Бук М2Э», и сбила за несколько дней от 4 до 6 Bayraktar и 2 Anka-S.
3 марта Генассамблея меджлиса Турции собралась для обсуждения сложившейся ситуации в Идлибе в свете напряженной обстановки в этой сирийской провинции и начала новой военной операции ВС Турции против сирийских сил.
5 марта Президенты России и Турции Владимир Путин и Реджеп Эрдоган договорились о прекращении боевых действий в сирийской провинции Идлиб.